# Colus roseus
Colus roseus är en snäckart som först beskrevs av Dall 1877.  Colus roseus ingår i släktet Colus och familjen valthornssnäckor. Inga underarter finns listade i Catalogue of Life.